# Julio Enciso
Pour l’article homonyme, voir Julio César Enciso.
Julio César Enciso, né le 23 janvier 2004 à Caaguazú, est un footballeur international paraguayen qui évolue au poste de milieu offensif à Ipswich Town, en prêt du Brighton & Hove Albion.

## Biographie

### Carrière en club
Enciso commence à jouer au football dans le club de Caaguazú, sa ville natale au Paraguay, avant de rejoindre le Club Libertad à l'âge de onze ans.
Il fait ses débuts seniors pour Libertad le 17 mars 2019, à l'âge de 15 ans, lors d'une victoire 4-0 à domicile contre le Deportivo Santaní (en) en championnat, devenant alors le plus jeune joueur à jouer pour le club d'Asuncion.
Après ses débuts professionnels, il s'intègre peu à peu dans l'effectif en 2020, en apertura puis clausura, avant de devenir vraiment un élément central de son équipe lors de l'apertura 2021, marquant quatre buts et permettant aux siens de remporter le championnat,,.
Considéré comme un des jeunes les plus prometteurs de son pays, il est notamment estimé par le site spécialisé Transfermarkt comme étant le joueur ayant la plus grande valeur sur le marché des transferts de l'histoire du championnat paraguayen.

### Carrière en sélection
Enciso est international paraguayen en équipes de jeunes, ayant notamment participé au championnat sud-américain des moins de 15 ans 2019 avec le Paraguay.
À la suite de son affirmation en championnat paraguayen en 2021, il est convoqué par Eduardo Berizzo en équipe senior du Paraguay pour la Copa América 2021,. Joueur le plus jeune de la compétition à tout juste 17 ans, il fait ses débuts avec le Paraguay le 14 juin 2021, remplaçant Gabriel Ávalos (en) lors de la victoire 3-1 contre la Bolivie qui marque leur entrée dans le tournoi,.

## Statistiques

### En sélection nationale
| Saison                | Sélection             | Phases finales        | Phases finales | Phases finales | Phases finales | Éliminatoires CDM | Éliminatoires CDM | Éliminatoires CDM | Matchs amicaux | Matchs amicaux | Matchs amicaux | Total | Total | Total |
| Saison                | Sélection             | Compétition           | M              | B              | Pd             | M                 | B                 | Pd                | M              | B              | Pd             | M     | B     | Pd    |
| --------------------- | --------------------- | --------------------- | -------------- | -------------- | -------------- | ----------------- | ----------------- | ----------------- | -------------- | -------------- | -------------- | ----- | ----- | ----- |
| 2020-2021             | Paraguay              | Copa América 2021     | 2              | 0              | 0              | -                 | -                 | -                 | -              | -              | -              | 2     | 0     | 0     |
| 2021-2022             | Paraguay              |                       | -              | -              | -              | 4                 | 0                 | 1                 | -              | -              | -              | 4     | 0     | 1     |
| 2022-2023             | Paraguay              |                       | -              | -              | -              | -                 | -                 | -                 | 5              | 0              | 0              | 5     | 0     | 0     |
| 2023-2024             | Paraguay              | Copa América 2024     | 3              | 1              | 0              | -                 | -                 | -                 | 3              | 0              | 0              | 6     | 1     | 0     |
| 2024-2025             | Paraguay              |                       | -              | -              | -              | 6                 | 1                 | 1                 | -              | -              | -              | 6     | 1     | 1     |
| Total sur la carrière | Total sur la carrière | Total sur la carrière | 5              | 1              | 0              | 10                | 1                 | 2                 | 8              | 0              | 0              | 23    | 2     | 2     |

## Palmarès
| Club Libertad - Championnat du Paraguay (1) : - Champion en 2021 (Apertura). |